# Petit lac Magaguadavic
Ne doit pas être confondu avec Lac Magaguadavic.
Le Petit lac Magaguadavic (Little Magaguadavic Lake en anglais) est un lac situé dans le comté d'York, au sud-ouest du Nouveau-Brunswick (Canada). Il est situé à environ 115 mètres d'altitude. Il a une superficie d'environ 3 kilomètres carrés. Son émissaire est le Petit chenal Magaguadavic (Little Magaguadavic Thoroughfare en anglais), qui se déverse dans le lac Magaguadavic.